# Francisco Martínez de la Vega
Francisco Martínez de la Vega (San Luis Potosí, San Luis Potosí, 26 de agosto de 1909 - Ciudad de México, 18 de febrero de 1985) fue un periodista, escritor y analista político mexicano, también gobernador de su estado natal.

## Biografía
Al enfermar su padre, su hermano Pepe y él tuvieron que trabajar para ayudar a la familia teniendo que dejar los estudios. Por la pobreza que tenía su familia, Francisco Martínez de la Vega, fue cronista taurino y posteriormente deportivo, ayudante de redacción, cubrió todas las fuentes y así escalando peldaño por peldaño se convirtió en un crítico claro, fuerte y sencillo. Realizó sus primeros estudios en su ciudad natal, pero en 1923 tuvo que suspenderlos. En 1930, se trasladó a la Ciudad de México, en donde comenzó a trabajar como aprendiz de redacción en el periódico El Nacional, durante 12 años de servicio, fue redactor deportivo, reportero, guardia, cablista, secretario, y llegó a ser jefe de redacción.

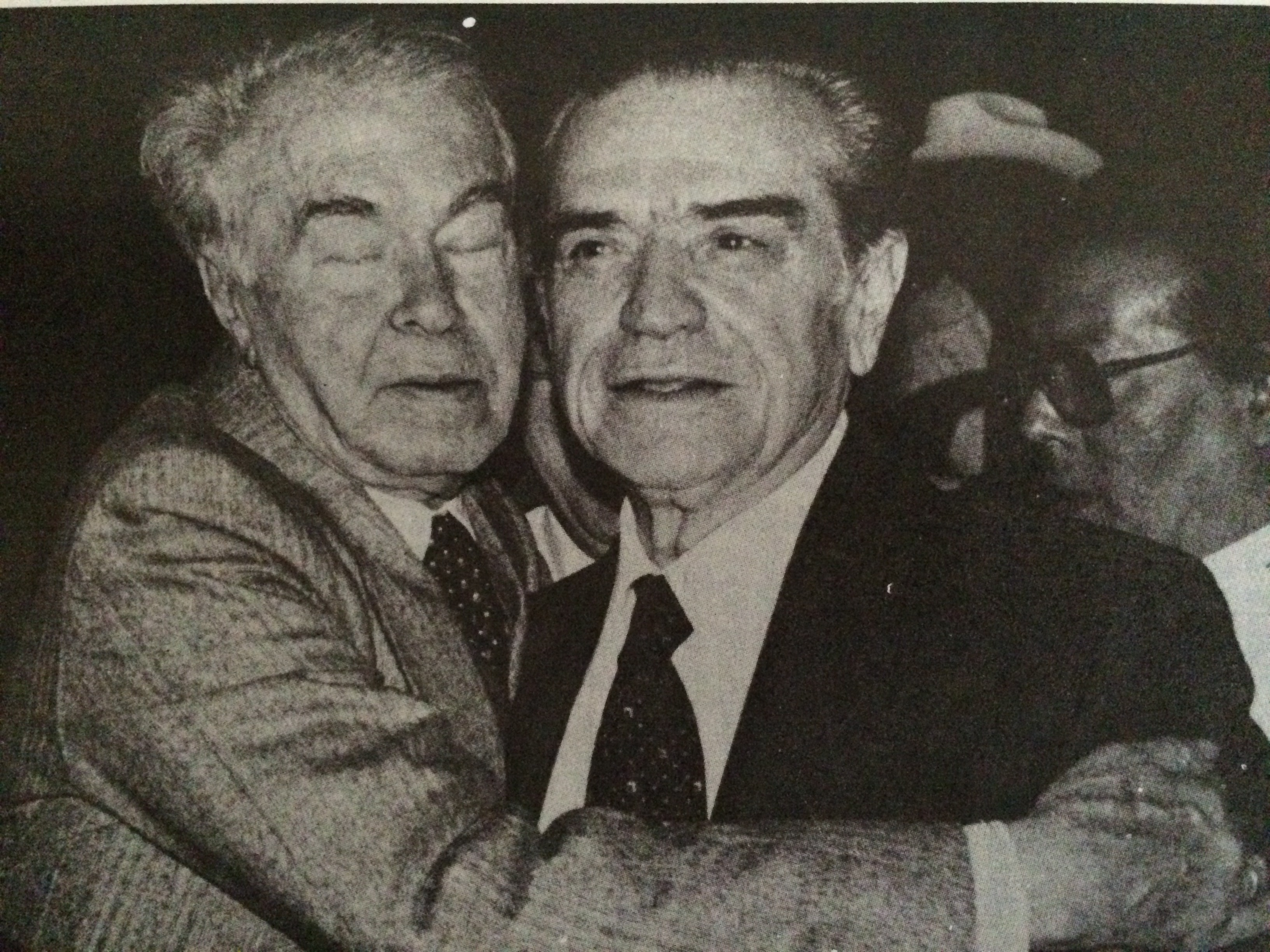
José Pagés Llergo y Francisco Martínez de la Vega

## Trayectoria profesional
Se formó como periodista cuando llegó al diario El Nacional. Siendo Fernando Benítez director general lo nombró jefe de redacción pero tanto el director como el periodista duraron poco tiempo en ese periódico ya que el régimen alemanista daba a conocer sus lineamientos y políticas en la redacción de ese diario.
Tuvo un grave accidente que lo inutilizó por más de tres años en donde la vida pendía de un hilo. Fue cuando José Pagés Llergo entonces director y ya no propietario de la revista “Hoy” lo invita a colaborar en la sección de comentarios políticos, a él se debe que Martínez de la Vega se haya especializado en el análisis político del país y de Latinoamérica.
Siempre que podía mencionaba que “ el haber compartido  con ese magistral periodista, refiriéndose a José Pagés Llergo, la noble aventura de la fundación de Siempre! fue su máxima distinción profesional”. 

### Política y periodismo político

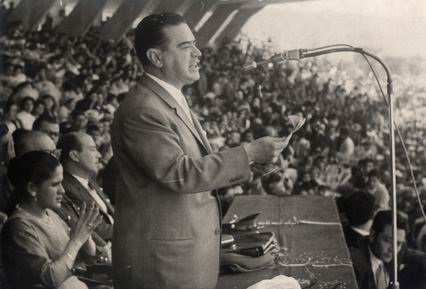
Francisco Martínez de la Vega - Estadio Plan de San Luis 1960

En 1943 fue secretario particular del gobernador de San Luis Potosí Gonzalo N. Santos. 
En 1944, regresó a la Ciudad de México y se reintegró al periódico El Nacional como jefe de la Sección Deportiva, firmando sus artículos bajo el seudónimo de "Pioquinto". 
En 1953, comenzó a escribir artículos de crítica y análisis político para la revista Hoy. Ese mismo año, junto con José Pagés Llergo, fundó la revista Siempre! siendo el editorialista de la revista.  
En 1958 fue diputado del Congreso de la Unión en representación del primer distrito de San Luis Potosí. 
En 1959, fue gobernador interino de su estado, cargo que ocupó hasta 1961. Nuevamente de regreso en la Ciudad de México, fue asesor de los presidentes de México: Gustavo Díaz Ordaz, Luis Echeverría Álvarez, José López Portillo y Miguel de la Madrid Hurtado. 

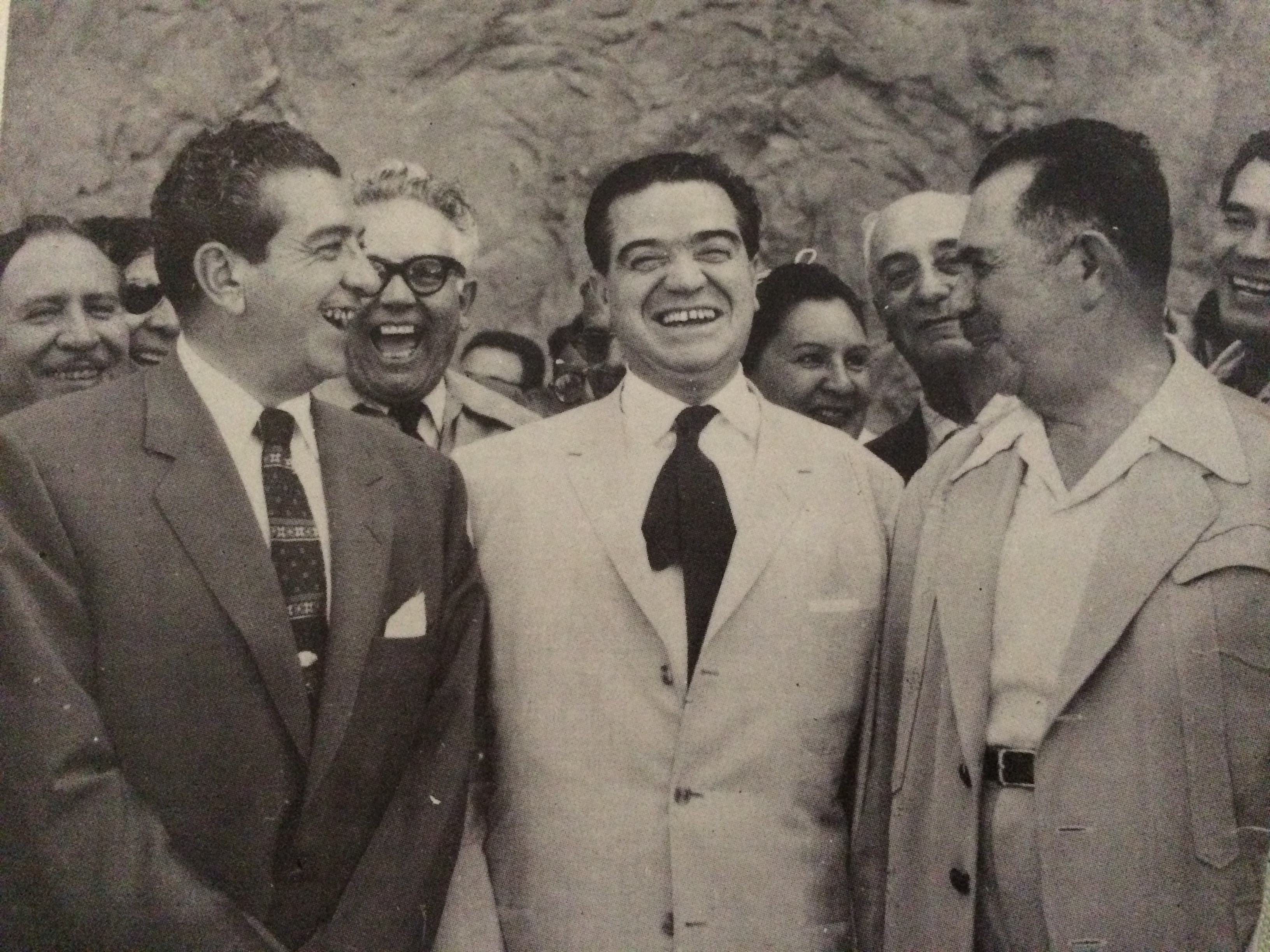
Francisco Martínez de la Vega junto al Lic. Adolfo López Mateos y al General Lázaro Cárdenas del Río.

Fue colaborador del periódico El Día escribiendo la columna "En la Esquina". No solo fue articulista de la política nacional, pues sus escritos se centraron también, en el desarrollo político de Latinoamérica.

## Premios y distinciones
- Premio de Artículos Políticos otorgado por la Asociación de Mujeres Periodistas.
- Medalla Becerra Acosta.
- Premio Joaquín Fernández de Lizardi, otorgado por el Club de Periodistas.
- Premio al Periodismo Político otorgado por el Colegio de Egresados de Ciencias Políticas y Administración Pública en 1971.
- Premio Nacional de Periodismo de México en la categoría artículos de fondo en 1976.[2]
- Medalla al Mérito Cívico Eduardo Neri, otorgada en 1984 por el Congreso de la Unión.[3]

Murió el 18 de febrero de 1985 en la Ciudad de México dejando a su viuda, sus tres hijas y sus cinco nietos. Sus restos mortales fueron trasladados a la Rotonda de las Personas Ilustres en agosto de 1994 con la presencia del Presidente de la República Carlos Salinas de Gortari.

## Citas
- "Amo la vida y tengo fe en el futuro de nuestro oficio, porque la mantengo también en el futuro de nuestro país. Y si grandes maestros del periodismo conocí y traté, confío en que los de mañana serán mejores en el manejo de la libertad indispensable para su misión y en la aceptación de sus responsabilidades ante la comunidad a la que se propongan servir..." Francisco Martínez de la Vega, al cumplir 50 años de su oficio periodístico. 1980.
- "Una crítica política abierta a todas las corrientes ideológicas, sin censuras ni conveniencias, puede ser un factor de garantía de reformas progresistas, de evolución conveniente, sin choques tempestuosos ni irresponsables vehemencias. Alcanzar esa función es la más noble aspiración del periodismo político."

## Publicaciones
- Heriberto Jara: un hombre de la Revolución en 1964.
- Nuestro no! al referéndum en 1966.
- En la esquina en 1972.
- El exilio español en México, 1939-1982 en 1982.
- Escritos de coyuntura, 1973-1980 en 1984.
- Clase obrera, nación y nacionalismo: textos en homenaje a Rafael Galván en 1985.